# Американский художественный союз
Американский художественный союз (англ. American Art-Union, сокр. AAU) — организация в США, основанная на принципах подписки, целью которой было просвещение и образование американской общественности по отношению к национальному искусству.
Подобные художественные союзы были популярны в Европе с начала XIX века. Они впервые появились в Швейцарии, в 1830-х годах приобрели популярность как в Германии, так и в Великобритании. Примером для Американского художественного союза стал Лондонский художественный союз.
За время своего существования художественный союз оказал значительное влияние на художественную грамотность американцев, развил вкус населения к американскому искусству, поддержал и развил традиции художников и музеев. Организация выросла с 814 подписок в 1840 году до 18 960 подписок на сумму более 100 000 долларов к началу 1850-х годов. За пять долларов в год члены союза получали копию протокола ежегодного собрания, бесплатный вход в галерею AAU и, по крайней мере, одну оригинальную гравюру, опубликованную союзом, с оригинального произведения искусства современного американского художника. В Нью-Йорке подписчики также получали лотерейный билет с возможностью выиграть оригинальное произведение американского искусства.

## История
В своём уставе от 7 мая 1840 года основной задачей Американский художественный союз ставил развитие художественного вкуса среднего класса к американскому искусству. Во-вторых, он предоставлял место для выставки и продажи произведений искусства современных и начинающих американских художников в рамках «Perpetual Free Gallery» (бесплатно для членов союза, номинальная плата — для нечленов).
Руководство художественного союза входило в число самых богатых и консервативных людей с хорошими связями в Нью-Йорке. За тринадцать лет существования было только пять президентов союза. В его Комитет также входили известные личности.
Членами художественного союза были художники: Джордж Бингхэм, Томас Коул, Джаспер Кропси, Фердинанд Рааб, Фрэнсис Д’Авиньон, Томас Дони, Ашер Дюран, Дэниел Хантингтон, Джон Кенсетт, Эмануэль Лойце, Уильям Маунт, Джеймс Смилли, Ричард Вудвилл.
Хотя в США были и другие художественные союзы, но «ни один из них не достиг популярности или влияния Американского арт-союза» (Myers:41). Но концепция AAU потеряла популярность, виной этому стала лотерея, а также некоторые слабости менеджмента и конкуренция.

### Распад

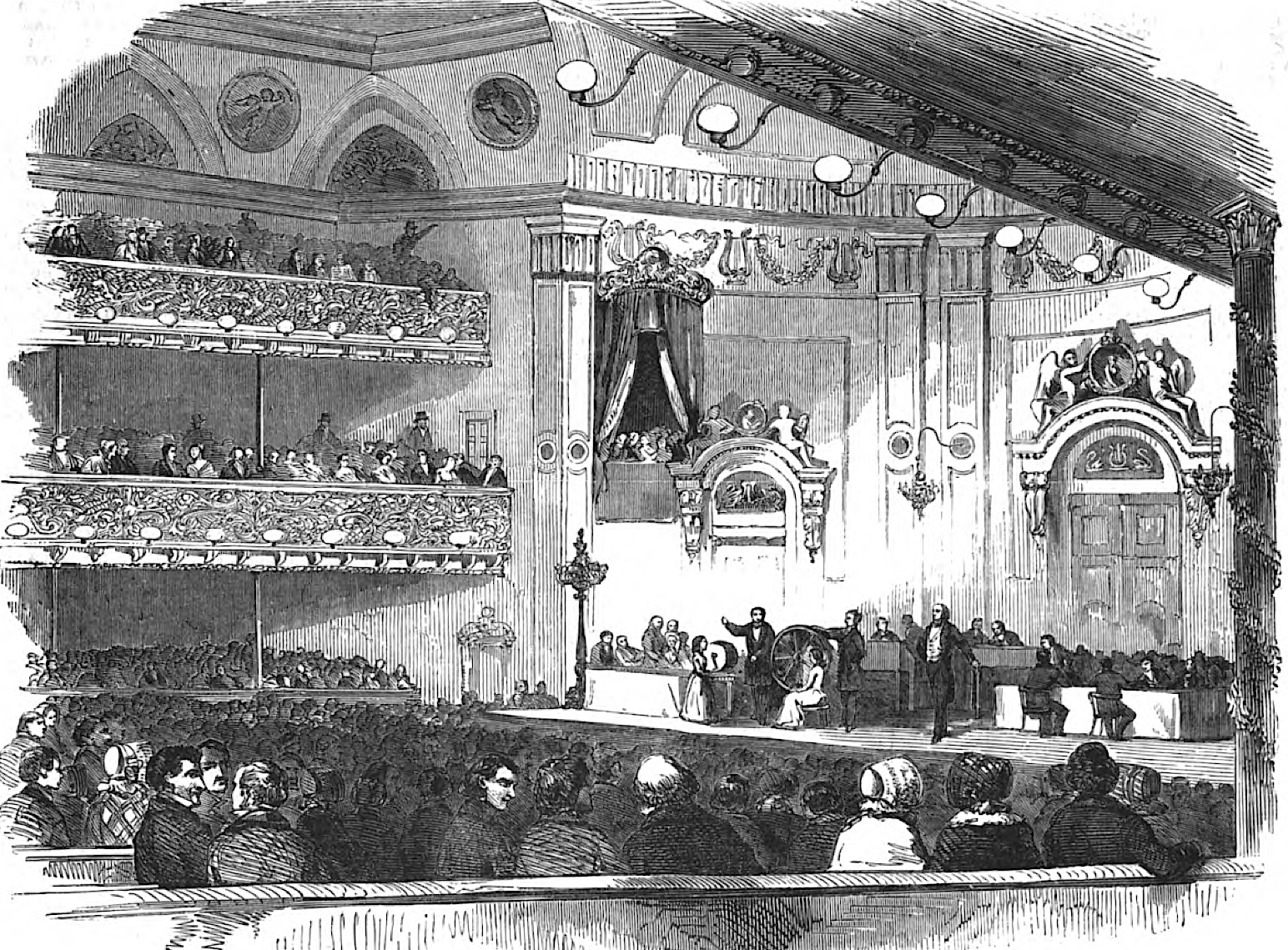
Розыгрыш призов последней лотереи, 1850 год

Хорошая идея с лотереей в конце концов подкосила деятельность Американского художественного союза.
Многие участники не покупали свои подписки до тех пор, пока в лотерее не были представлены предметы искусства, достойные борьбы за них. А союз не мог оплачивать произведения искусства, часть из которых были приобретены в кредит, без имеющихся средств от подписок. Получался замкнутый круг. По этой же причине подписка 1851 года, назначенная на 31 декабря, была отложена на неопределенный срок.
Художник Томас Уитли, чья работа не была принята художественным союзом, выразил своё недовольство в New York Herald. Редактор журнала Джеймс Гордон Беннетт, сам подписчик AAU, обвинил руководство союза в нецелевом расходовании средств. В июне 1852 года нью-йоркский суд признал лотерею незаконной по нью-йоркскому законодательству, и в октябре Высший суд штата согласился с этим.

Руководство Американского художественного союза в лице его президента ответило письмом редактору The New York Times. В Ассамблею штата Нью-Йорк была подана петиция с просьбой расследовать поведение AAU; был назначен комитет, который собирал показания летом 1853 года. В его отчёте, в частности, говорилось, что «счета художественного союза велись и управлялись небрежно и неудовлетворительно». В итоге союз закрылся, а все произведения искусства из его коллекции были проданы на аукционе ещё 15-17 декабря 1852 года.
 Некоторые картины Американского художественного союза находятся в залах Конгресса, в Белом доме, в Метрополитен-музее и Музее изящных искусств в Бостоне.